# Saturday Night Live
Saturday Night Live (SNL) je americká komediální noční televizní show, vytvořená Lornem Michaelsem a Dickem Ebersolem. Premiéru měla na americké stanici NBC dne 11. října 1975 pod původním názvem NBC's Saturday Night. Patří mezi nejprestižnější pořady svého druhu a vzešla z ní celá řada slavných herců a komiků, jako Dan Aykroyd, Chevy Chase, Bill Murray a další.
Scénky SNL často parodují soudobou americkou kulturní a politickou situaci. Obsazení se skládá ze dvou skupin herců – „stálých“ a „na zkoušku“.
Každý týden moderuje SNL jiná celebrita, která celou show začíná úvodním monologem a poté vystupuje ve scénkách společně s herci. S výjimkou 7. řady startuje show vtipná scénka, ve které na konci jeden z herců zakřičí: „Live from New York, It's Saturday Night!“
Saturday Night Live je jednou z nejdéle běžících televizních show v USA s téměř 700 epizodami.
Během tří dekád v éteru získala SNL množství cen včetně 21 Primetime Emmy Awards, Peabody Award, a tří Writers Guild of America Awards.
V roce 2001 byla SNL uvedena do Síně slávy Národní asociace pro vysílání. Umístila se na desátém místě v žebříčku magazínu TV Guide „ 50 nejlepších pořadů všech dob“ a v roce 2007 ji zařadil magazín Time mezi „100 nejlepších pořadů všech dob“.
Roku 2009 dostala SNL 13 nominací na cenu Emmy, což v konečném součtu za předešlé roky činí 126 nominací. SNL je tím pádem televizní pořad s největším počtem nominací na cenu Emmy v historii.

## Obsazení
V úvodní znělce pořadu jsou herci představeni v abecedním pořadí podle příjmení a to tak, že nejprve vidíme Stálé herce a až na konci herce Na zkoušku. Pokud se některý z herců Na zkoušku osvědčí, může povýšit mezi Stálé. Roku 2021 bylo obsazení takovéto:

### Stálí herci
- Beck Bennett (2013–)
- Aidy Bryant (2012–)
- Michael Che (2014–)
- Mikey Day (2016–)
- Pete Davidson (2014–)
- Heidi Gardner (2017–)
- Colin Jost (2014–)
- Kate McKinnonová (2012–)
- Alex Moffat (2016–)
- Kyle Mooney (2013–)
- Ego Nwodim (2018–)
- Chris Redd (2017–)
- Cecily Strong (2012–)
- Kenan Thompson (2003–)
- Melissa Villaseñor (2016–)

### Herci na zkoušku
- Andrew Dismukes (2020–)
- Lauren Holt (2020–)
- Punkie Johnson (2020–)
- Bowen Yang (2019–)

## Uvaděči a hudební hosté
V typické epizodě SNL se představuje uvaděč, který začíná show úvodním monologem a vystupuje ve scénkách s herci, a hudební host, který předvede dvě a někdy i tři hudební čísla. V některých případech je uvaděč zároveň hudebním hostem a plní tedy obě funkce. Stalo se pravidlem, že v úvodním monologu uvaděč představí i hudebního hosta.

## Týdenní příprava na show

### Pondělí
- Den začíná setkáním tvůrců a debatováním nad nedávnými událostmi, které by bylo možné použít pro scénky.
- Následuje schůzka s Lornem Michaelsem a uvaděčem SNL pro daný týden.
- Během týdne má uvaděč možnost podílet se na tom, které scénky nakonec budou ve vysílání.

### Úterý
- Mezi 21:00 v úterý a 7:00 ve středu je napsáno něco mezi 40 až 50 scénkami, z nichž se většina nedostane do sobotního vysílání.
- Když některý ze scenáristů dokončí svou práci dřív, většinou pak pomáhá ostatním s jejich psaním.
- Mezitím má Lorne Michaels schůzku s hudebním hostem, na které společně vybírají písně (2–3), které budou součástí sobotního vysílání.

### Středa
- Všechny scénáře procházejí čtenou zkouškou.
- Po čtení se hlavní scenárista sejde s producenty a uvaděčem, aby společně vybrali, které scénky se ve finále objeví na televizní obrazovce.

### Čtvrtek
- Vybrané scénky jsou slovo po slovu kontrolovány a procházejí závěrečnými úpravami.
- Tvůrci, kteří mají na starost Weekend Update (část SNL), se začínají scházet a připravují zprávy.
- Hráči, štáb i všichni ostatní nacvičují vybrané scénky.
- Uvaděč a hudební host natočí několik promo videí pro NBC. (Tato promo videa mají upozornit diváky na blížící se SNL.)

### Pátek
- Show se připravuje k živému přenosu. Zkouší se v kostýmech, s kulisami, atd.

### Sobota
- Ve 13:00 probíhá generální zkouška před Lornem Michaelsem.
- Následuje zkouška před studiovým publikem (od 20:00 do 22:00, někdy i déle). Zhruba 20 minut scének bude ještě zrušeno.
- Lorne Michaels na základě reakcí studiového publika vstupuje do děje show a provádí závěrečné změny.
- Přímý přenos startuje obvykle ve 23:29:30.
- Po vysílání následuje after-party v některém ze žhavých podniků New Yorku. Zváni jsou všichni, kdo se podíleli na vzniku show.

## Vysílání
Živé vysílání trvá hodinu a půl, končí tedy v 1:00 ráno. Nicméně show SNL byla ve třech případech nucena vysílat s pětisekundovým zpožděním. Jednalo se o díly, které uváděli Richard Pryor, Sam Kinison a Andrew Dice Clay.
O opakování epizod (mimo vyhrazený čas pro živé vysílání) se rozhoduje na základě několika faktorů. Pokud některá z epizod ještě opakována nebyla a těší se vysoké oblíbenosti u diváků, její šance na opětovné vysílání vzrůstá.
Čas od času se objevují speciální epizody, poskládané buď z různých scének z předešlých sezón, nebo s určitým Stálým hercem či s osobností, která SNL uváděla několikrát po sobě a nebo díly s určitou tematikou (Vánoce, Halloween). Před volbami se vyskytují skeče s politickým obsahem a hosty z řad politiků (např. Hillary Clinton, Barack Obama, Sarah Palin).

## Ocenění
SNL vyhrála řadu cen včetně 21 Primetime Emmy Awards, 1 Peabody Award a 3 Writers Guild of America Awards.
V roce 2002 se umístila na 10. místě mezi 50 nejlepšími pořady všech dob magazínu TV Guide a roku 2007 bylo mezi 100 nejlepšími pořady všech dob magazínu Time.

## Kritika a kontroverze
V některých případech byla scénka zcenzurována a neobjevila se v repríze. 21. listopadu 1992, scénka „Waynův svět“ zesměšňovala Chelsea Clintonovou (tehdy 12letou dceru Billa Clintona – v té době kandidáta na prezidenta). Ve scénce bylo naznačeno, že Chelsea není schopná vyvolat u mužů erekci. Tento vtip byl odstraněn ze všech opakování. Roku 1998 byl odstraněn krátký animovaný film „Conspiracy Theory Rock“, protože podle Lorna Michaelse prý „nebyl vtipný“.

### Incident s Ashlee Simpson
Ashlee Simpson se objevila jako hudební host v říjnu 2004 a jako všichni ostatní i ona měla vystoupit s dvěma hudebními čísly. První píseň, „Pieces of Me“, se obešla bez problémů. Když však začala píseň „Autobiography“, z reproduktorů se ozvaly znovu vokály pro „Pieces of Me“ ještě před tím, než zpěvačka vůbec zvedla mikrofon k ústům. Pokusila se zmenšit trapas improvizovaným tanečkem, ale nakonec odešla z pódia. Na konci pořadu se divákům omlouvala.

### Incident se Sinéad O’Connor
V roce 1992 byla hudebním hostem kontroverzní irská hvězda Sinéad O’Connor. Zazpívala a cappella verzi písně „War“ od Boba Marleyho, kterou chtěla protestovat proti sexuálnímu zneužívání v římskokatolické církvi. Místo slov „fight racial injustice“ zazpívala „fight sexual abuse“. Pak se slovy „Fight the real enemy“ („Bojuj proti skutečnému nepříteli“) roztrhla fotografii papeže Jana Pavla II. Nikdo ve štábu nebyl s tímto činem obeznámen, jelikož během zkoušky proběhlo vše standardně. Producent Michaels proto všechny vyzval, aby na konci písně netleskali. Vystoupení nebylo reprízováno.